# NGC 1487
NGC 1487 (другие обозначения — ESO 249-31, IRAS03540-4230, MCG -7-9-2, PGC 14118, VV 78, AM 0354-423, PGC 14117) — взаимодействующие галактики в созвездии Эридан.
Этот объект входит в число перечисленных в оригинальной редакции «Нового общего каталога».
NGC 1487 входит в состав группы галактик NGC 1512. Помимо NGC 1487 в группу также входят NGC 1510 и NGC 1512.
NGC 1487 состоит из двух ярких компонентов, а также в системе есть пара небольших «узлов» и слабые шлейфы, которые растягиваются по меньшей мере на 10". Джон Гершель увидел только один компонент системы, а также заметил поблизости две звезды, образующие с галактикой треугольник.